# Igor Wadowski
Igor Wadowski (ur. 18 stycznia 1996 w Rykach) – polski koszykarz, występujący na pozycji rzucającego obrońcy, od 2023 zawodnik Anwilu Włocławek (2023-2024); od 16 września 2024 r. znalazł się w kadrze Trefla Sopot, grał ostatecznie w Bears Uniwersytet Gdański Trefl Sopot. 
28 września 2018 został zawodnikiem Anwilu Włocławek. 25 czerwca 2020 dołączył do Asseco Arki Gdynia. 21 lipca 2021 zawarł umowę z Arged BM Slam Stalą Ostrów Wielkopolski. 5 lipca 2022 podpisał kontrakt z ENEA Abramczyk Astorią Bydgoszcz. 10 sierpnia 2023 został zawodnikiem Anwilu Włocławek. 16 września 2024 r. został zawodnikiem kadry Trefla Sopot i ostatecznie grał w I ligowym zespole Bears Uniwersytet Gdański Trefl Sopot.

## Osiągnięcia
Stan na 24 listopada 2023, na podstawie, o ile nie zaznaczono inaczej.
Drużynowe
- Mistrz Polski (2019)[9]
- Brązowy medalista mistrzostw Polski (2020)
- Zdobywca:
  - Superpucharu Polski (2019)[10]
  - Pucharu Polski (2020)[11]
- Finalista Superpucharu Polski (2018[12], 2021[13])
- Awans z WKK ProBiotics Wrocław do I ligi (2013)
- Wicemistrz Polski juniorów (2014)

Indywidualne
- Najlepszy Polski Debiutant PLK (2016)[14]
- Zaliczony do I składu Mistrzostw Polski juniorów (2014)

Reprezentacja
- Wicemistrz Europy U–18 Dywizji B (2013)
- Uczestnik mistrzostw Europy:
  - U–16 (2012 – 6. miejsce)
  - U–18 (2013 – dywizji B, 2014 – 16. miejsce)
  - U–20 (2015 – 14. miejsce, 2016 Dywizji B – 6. miejsce)